# Stuivenberg (prémétro d'Anvers)
Stuivenberg  est une station fantôme du prémétro d'Anvers. Elle est située sur face à l'hôpital psychiatrique AZ Stuivenberg. Construite dans le cadre du Reuzenpijp, les travaux ont débuté en 1978 et sont depuis 1989 à l'arrêt. Elle se trouve sur une branche inutilisée de 2,3 kilomètres au départ de la station Carnot qui devait relier la ligne nord à la station Schijnpoort. 
La jonction fut construite dans le but d'y faire rouler la ligne 12 du tram d'Anvers.

## Caractéristiques
La station se décline sur deux niveaux avec les  deux quais de soixante mètres de long que chaque côté de la voie sous une grande mezzanine de la taille des quais. Trois bouche de métro ont été construites, très proche l'une de l'autre sur le même trottoir de la Ponthoekstraat face à l'entrée principale de l'hôpital. Ceci explique que c'est la seule station fantôme du métro anversois qui bien que fermées, ont été habillées de marbre brun. 

## Futur
En 2015, le gouvernement flamand a lancé une étude de faisabilité pour la mise en service de ce tunnel et de cette station.